# Alessio Cerci
Alessio Cerci (né le 23 juillet 1987 à Velletri) est un footballeur international italien évoluant au poste d'ailier.

## Biographie
En manque de temps de jeu à l'Atlético Madrid, il rejoint l'AC Milan en janvier 2015 dans le cadre du prêt de 18 mois de Fernando Torres dans la capitale espagnole. Ayant seulement marqué un but sous les couleurs des Rossoneri, son prêt est rompu et l'Atlético le prête au Genoa CFC.
Le 10 juillet 2017, il rejoint le club italien du Hellas Vérone.
Le 18 août 2018, il s'engage avec le MKE Ankaragücü.
Le 9 octobre 2020, il s'engage avec Arezzo pensionnaire de Serie C. 